# In the Flesh (Fernsehserie)
In the Flesh ist eine britische Fernsehserie des Senders BBC Three. Die Erstausstrahlung der Fernsehserie begann am 17. März 2013. Die erste Staffel endete am 31. März 2013. Vom 4. Mai 2014 bis 8. Juni 2014 wurde die zweite Staffel ausgestrahlt.
Anfang 2015 gab BBC bekannt, die Serie aufgrund von Budgetkürzungen abzusetzen.

## Handlung
Die Serie, die in dem fiktiven britischen Ort Roarton spielt, beschreibt das Leben nach der sogenannten Auferstehung („The Rising“). Tausende im Jahr 2009 Verstorbene, darunter auch der Teenager Kieren Walker, stiegen als aggressive Zombies aus ihren Gräbern. Die Untoten wurden während der „bleichen Kriege“ („The Pale Wars“) von bewaffneten Milizen der „Menschliche Freiwillige Streitmacht“ („Human Volunteer Force“, HVF) gejagt und schließlich größtenteils besiegt, wenn auch nicht komplett vernichtet.
Ein von der Regierung erstellter Plan soll die Rehabilitation und Wiedereingliederung der gefangen genommenen Untoten in die Gesellschaft sichern. Ein neu entwickeltes Medikament kann den Untoten deren altes Bewusstsein und ihre Persönlichkeit wiedergeben. Dieses muss täglich gespritzt werden, ansonsten verwandeln sich die Untoten erneut in rasende Monster. Außerdem können die derart behandelten Untoten in Gruppentherapien über ihre Schuldgefühle sprechen, die von ihren Taten als menschenfressende Zombies rühren. Offiziell bezeichnet man die derart behandelten Untoten als am „Teilweise-Verstorbenen-Syndrom“ Leidende („Partially Deceased Syndrome“, PDS). Abwertend werden sie jedoch „Verfaulende“ („Rotters“) genannt. Um ihren Zustand gegenüber der skeptischen Außenwelt zu verschleiern, erhalten die Untoten Kontaktlinsen und Camouflage-Make-up.
In Roarton, in das der untote Protagonist Kieren Walker nach seiner Behandlung zurückkehrt, sind PDS-Kranke den Vorurteilen der Dorfbewohner ausgesetzt. Erschwerend kommt hinzu, dass Kierens Heimkehr seine Schwester Jem, als Mitglied der örtlichen HVF-Legion, in einen Loyalitätskonflikt treibt.
Die Serie wirft die Frage auf, ob solche gesellschaftlichen Randgruppen wieder in die Gesellschaft integriert werden können oder ihnen ein Leben als Außenseiter und Verfolgte vorbestimmt ist.

## Besetzung
| Schauspieler      | Rolle          | Folge     | Beschreibung |
| ----------------- | -------------- | --------- | --- |
| Luke Newberry     | Kieren Walker  | 1x01-2x09 | Kieren Walker ist ein 18-jähriger Schüler, der Selbstmord beging, als sein Freund Rick ihn verließ. Wenig später ist er als Zombie wiederauferstanden. Nach seiner Auferstehung tötete er etliche Menschen, darunter Lisa, die beste Freundin seiner Schwester. Danach kam er in ein Forschungszentrum, in dem ein Gegenmittel gefunden wurde. Kieren ist zwar nicht ganz geheilt, jedoch ist er vom Charakter und seiner Persönlichkeit her derselbe, wie vor seiner Auferstehung. Kieren leidet sehr unter den Taten, die er als Zombie begangen hat. |
| Harriet Cains     | Jem Walker     | 1x01-2x09 | Jem ist die jüngere Schwester von Kieren. Nachdem die Zombies auferstanden sind und die Bevölkerung angriffen, schloss sich Jem der Human Volunteer Front (HVF) an, um ihre Familie und Freunde vor den Zombies zu schützen. Sie erhielt mehrere Orden für ihre Mitarbeit in der HVF. Als sie jedoch beobachtete, dass ihr auferstandener Bruder ihre beste Freundin Lisa im Supermarkt tötete, erstarrte sie. Sie sah, wie dieser gemeinsam mit einem anderen Zombie (Amy) ihre tote Freundin aß. Töten konnte sie ihren Bruder nicht. Dieses Erlebnis kann sie nicht vergessen, und es verängstigt sie immer noch sehr. Im Supermarkt bekommt sie Flashbacks. Auch der Blick in die Augen von Untoten erinnert sie an ihre Erlebnisse. Deshalb fällt es ihr zunächst schwer, Kieren nach dessen Rückkehr als ihren Bruder anzunehmen und in ihm nicht mehr das Monster zu sehen, das ihre beste Freundin tötete. |
| Marie Critchley   | Sue Walker     | 1x01-2x09 | Sue ist Kierens und Jems Mutter. Einerseits ist sie froh, dass ihr Sohn Kieren nach Hause kommt, andererseits hat sie Angst vor ihrem Sohn. Um mit diesen Gefühlen fertigzuwerden, hat sich Sue einer Selbsthilfegruppe angeschlossen, in der sie sich mit anderen Familienangehörigen von Untoten austauschen kann. |
| Steve Cooper      | Steve Walker   | 1x01-2x09 | Steve ist Jems und Kierens Vater. Er redet zunächst nur sehr wenig über seine eigenen Gefühle und Gedanken, wird jedoch später offener. |
| Emily Bevan       | Amy Dyer       | 1x01-2x09 | Amy ist die beste Freundin von Kieren. Auch sie leidet unter dem PD-Syndrom. Sie ist an Leukämie gestorben und froh, dass sie nun eine zweite Chance zu leben erhalten hat. |
| Kevin Sutton      | Gary Kendal    | 1x01-2x09 | Gary ist ein radikales Mitglied der Human Volunteer Front und hat etliche Zombies getötet, worauf er sehr stolz ist. |
| Stephen Thompson  | Philip Wilson  | 1x01-2x09 | Philip ist ein Mitglied der Human Volunteer Front, hat aber selbst keinen einzigen Zombie getötet. Er schläft mit Amy und verliebt sich in sie. |
| Ricky Tomlinson   | Ken Burton     | 1x01-2x01 | Ken scheint zunächst gegen die Rehabilitierung der Untoten zu sein. Allerdings stellt sich später heraus, dass er selbst eine Frau hat, die unter PDS leidet. Er wollte diese mit seinem Verhalten schützen und die HVF nicht auf sich aufmerksam machen. Seine Frau wird jedoch entdeckt und von Bill Macy erschossen. |
| Steve Evets       | Bill Macy      | 1x01-1x03 | Bill Macy ist der Leiter der Human Volunteer Front. Er hat eine sehr radikale Einstellung gegenüber denjenigen, die an PDS leiden, und denkt, sie alle sollten vernichtet werden. Als sein Sohn Rick ebenfalls mit PDS aus dem Krieg zurückkehrt, verdrängt er dessen Zustand zunächst. Am Ende tötet er seinen eigenen Sohn, da er unfähig ist, diesen so zu akzeptieren, wie er ist. Bill wird schließlich von Ken erschossen, deren Ehefrau er getötet hatte. |
| David Walmsley    | Rick Macy      | 1x02-1x03 | Rick Macy ist der Sohn von Bill. Rick und Kieren waren ineinander verliebt und trafen sich heimlich in einer Höhle am Ort. Um seinen Gefühlen für Kieren aus dem Weg zu gehen, zog Rick als Soldat in den Krieg. Dort wurde er getötet. Die Nachricht von seinem Tod verstörte Kieren so sehr, dass er sich umbrachte. Jahre später taucht Rick als an PDS Leidender im Dorf wieder auf. Er liebt Kieren noch immer, ordnet sich aber dennoch seinem Vater unter und versucht ihm zu gefallen. Rick wird schließlich von seinem Vater getötet, der weder akzeptieren kann, dass Rick an PDS leidet, noch dass er Kieren liebt. |
| Sandra Huggett    | Shirley Wilson | 1x01-2x09 | Shirley Wilson ist die Mutter von Philip. Sie betreut an PDS Leidende und deren Angehörige im Rahmen eines offiziellen Programms und zeigt ihnen beispielsweise, wie das Gegenmittel gespritzt werden muss. Außerdem leitet sie die Selbsthilfegruppe der Angehörigen. |
| Gillian Waugh     | Pearl Pinder   | 1x01-2x09 | Pearl Pinder ist die Besitzerin des Pubs. In der zweiten Staffel stellt sie Kieren als Mitarbeiter dort ein. |
| Gerrard Thompson  | Dean Halton    | 1x01-2x09 | Dean ist ein Mitglied der Human Volunteer Front. Als er aufgrund eines Zombiebisses die Diskriminierungen und Anfeindungen der Menschen am eigenen Leib erfährt, wird er etwas zurückhaltender mit seinen eigenen Anfeindungen gegenüber Untoten. |
| Wunmi Mosaku      | Maxine Martin  | 2x01-2x09 | Maxine Martin wurde als Vertreterin des Wahlkreises gewählt. Sie unterstützt die Human Volunteer Front. Maxines Bruder ist gestorben, als er noch sehr jung war. |
| Emmett J. Scanlan | Simon Monroe   | 2x01-2x09 | Simon Monroe ist ein Freund von Amy. Später trifft er sich auch mit Kieren und es entwickelt sich eine romantische Beziehung zwischen den beiden. |

## Konzepte
- PDS (Partially Deceased Syndrome, Teilweise-Verstorbenen-Syndrom): Der Name PDS wurde von den Forschern erfunden, um dem Syndrom, unter dem die Auferstandenen leiden, einen Namen zu geben. Diejenigen, die unter PDS leiden, müssen jeden Tag ein Gegenmittel gespritzt bekommen, um sich nicht in fleischfressende Zombies zu verwandeln. Sie können außerdem nichts mehr über ihre Haut erspüren z. B.: fühlen sie keinen Regen auf der Haut. Die Augen unterscheiden sich von normalen Menschen und ihre Haut ist bleich. Sie werden krank, wenn sie Nahrung oder Flüssigkeiten zu sich nehmen. Nehmen sie eine blaue Droge namens Blue Oblivion, werden sie wieder zu menschenjagenden Zombies.
- HVF (Human Volunteer Front, Menschliche Freiwilligen-Front): Die HVF wurde nach der Auferstehung der Zombies gegründet, um die Bevölkerung vor diesen zu schützen. Während sie anfangs diesem guten Zweck diente, haben sich immer mehr Mitglieder mit der Zeit radikalisiert. Sie wollen nicht, dass diejenigen mit PDS zu ihnen zurückkehren. Um ihr Ziel zu erreichen, schrecken manche sogar vor „Mord“ nicht zurück.

## Hintergrund
In the Flesh ist eine Koproduktion von BBC Three und BBC America. Dominic Mitchell entwickelte das Konzept für die Serie und war als Drehbuchautor tätig. Die erste Staffel besteht aus drei Folgen, die alle jeweils 60 Minuten lang sind. Sie lief ab dem 17. März 2013 immer sonntags auf dem Fernsehsender BBC Three. Die Hauptrolle übernahm Luke Newberry. Die Einschaltquoten der ersten drei Episoden lagen durchschnittlich bei 530.000 Zuschauern.
Die zweite Staffel besteht aus sechs Folgen. Diese wurden ab dem 4. Mai sonntags auf BBC Three ausgestrahlt. In der zweiten Staffel gingen die Zuschauerzahlen trotz sehr positiver Kritiken deutlich zurück. Im Durchschnitt sahen 283.000 Zuschauer die zweite Staffel. Die erste und zweite Staffel ist in Großbritannien, Irland und Nordamerika auf DVD erschienen. Ob eine dritte Staffel gedreht werden sollte, war lange Zeit noch unklar. Der Autor Dominic Mitchell erklärte nach dem Finale, dass er schon genau wüsste, was nach dem Ende der ersten passieren würde. Letztendlich würde es allerdings bei der BBC liegen, ob es wirklich passiere. Im September 2014 versuchten die Fans über Twitter eine Ausstrahlung der dritten Staffel zu erreichen. Unter dem Hashtag „#SaveInTheFlesh“ erklärten die Fans über Twitter, warum unbedingt eine dritte Staffel gedreht werden sollte. An der Aktion beteiligte sich auch der Darsteller Luke Newberry. Der Drehbuchautor Dominic Mitchell bedankte sich bei den Fans für die Aktion. Im Januar 2015 erklärte die BBC, dass es keine dritte Staffel geben werde.

## Episodenliste

### Staffel 1
| Nr. (ges.) | Nr. (St.) | Deutscher Titel | Originaltitel | Erstausstrahlung Vereinigtes Königreich | Deutschsprachige Erstausstrahlung (D) | Regie          | Drehbuch         |
| --- | --------- | --------------- | ------------- | --------------------------------------- | ------------------------------------- | -------------- | ---------------- |
| 1 | 1         | —               | Episode 1     | 17. März 2013                           | —                                     | Jonny Campbell | Dominic Mitchell |
| Eines Tages stiegen tote Menschen als Zombies aus ihren Gräbern auf. Sie griffen die Menschen an und töteten sie. Die Regierung war zunächst machtlos. Daher schlossen sich die Menschen in den Dörfern zusammen, um gemeinsam gegen die Zombies vorzugehen. Sie gründeten die „Human Volunteer Front“ (Menschliche Freiwilligenfront), um die Zombies zu vernichten und ihre Familien vor diesen zu schützen. Dabei wurden etliche Zombies getötet, andere wurden in ein Forschungszentrum gebracht. In dem Forschungszentrum wurde ein Gegenmittel erfunden, das die Zombies zwar nicht vollständig heilt, ihnen aber ein menschliches Leben ermöglicht. Beispielsweise ist ihre Hautfarbe unnatürlich bleich, Wunden heilen nicht und die Augen bleiben die eines Zombies. Ihr Charakter und ihre Persönlichkeit sind jedoch wieder wie vor ihrem Tod. Von den Ärzten wird das Syndrom unter dem sie leiden nun als PDS (Partially Deceased Syndrome) bezeichnet. Um nicht wieder zu geistlosen Zombies zu werden, müssen die Untoten jeden Tag das Gegenmittel gespritzt bekommen. Schließlich sollen die Untoten wieder nach Hause zu ihren Familien gehen und in die Gesellschaft integriert werden. Sie sollen sich möglichst normal verhalten, um die Bevölkerung nicht zu irritieren. Daher müssen sie Kontaktlinsen tragen und ihre Haut in einem natürlichen Hautton schminken. Unter den ersten, die das Forschungszentrum verlassen, ist auch der 18-jährige Kieren Walker. Doch als dieser nach Hause kommt, muss er erkennen, dass sich in den vier Jahren seiner Abwesenheit einiges verändert hat. Die Human Volunteer Front (HVF) will nicht akzeptieren, dass die Untoten in das Dorf zurückkehren. Aus Angst davor, dass Kieren von dem wütenden Mob getötet wird, schmuggeln ihn seine Eltern unter einer Decke ins Haus. Doch auch zu Hause ist vieles anderes. Kierens Schwester ist der Human Volunteer Front beigetreten und hält Kieren für ein Monster, mit dem sie nichts zu tun haben will. Kierens Eltern verhalten sich freundlich gegenüber Kieren, allerdings möchten sie Kierens Andersartigkeit am liebsten völlig ignorieren. Kieren soll unterdessen zu Hause bleiben, damit ihm keiner von der HVF etwas antun kann. Kieren hat Flashbacks aus seiner Zeit als Zombie. Er erinnert sich daran, wie er die beste Freundin seiner Schwester tötete, und leidet unter Schuldgefühlen. Kierens Schwester hört derweil, dass die HVF einen Untoten auf ihrer Straße gefunden hat und diesen vernichten möchte. Sie glaubt sofort, dass es sich um ihren Bruder handelt, und möchte ihn retten, deshalb informiert sie ihre Eltern. Jedoch stellt sich heraus, dass die HVF hinter Kierens Nachbarin her ist. Diese wird von ihrem schreienden Mann weggezerrt und draußen vor aller Augen erschossen. |           |                 |               |                                         |                                       |                |                  |
| 2 | 2         | —               | Episode 2     | 24. März 2013                           | —                                     | Jonny Campbell | Dominic Mitchell |
| In der Episode wird deutlich, wie Kieren gestorben ist. Sein Exfreund Rick ist als Soldat nach Afghanistan gegangen und dort ums Leben gekommen. Kieren war auch vor seinem Tod schon ein Außenseiter im Dorf, weil er anders war, und sah nun in seinem Leben keinen Sinn mehr. Er brachte sich um. Inzwischen versteht sich Kieren etwas besser mit seiner Schwester Jem. Diese hat das Monster in ihn zwar nicht vergessen, glaubt aber trotzdem, wieder ihren Bruder vor sich zu haben. Eines Tages hält Kieren es im Haus nicht mehr aus, er läuft hinaus und trifft auf Amy, die ebenfalls unter PDS leidet. Diese schleift ihn sofort auf den Jahrmarkt. Zunächst haben die beiden viel Spaß, doch dann wird Kieren plötzlich von anderen erkannt und als Untoter identifiziert. Verzweifelt läuft er davon. Unterdessen kehrt Kierens Exfreund Rick mit PDS nach Hause zurück. Dessen Vater Bill ist der Leiter der HVF und hatte zuvor Kierens Nachbarin erschossen. Bill ist froh, dass Rick nach Hause kommt. Allerdings verdrängt er, dass Rick das PD-Syndrom hat, und betrachtet ihn als normalen Kriegsheimkehrer. Er nimmt Rick mit in die örtliche Kneipe und verlangt von den anderen, ihn normal zu behandeln. Als Kieren erfährt, dass Rick zu Hause ist, rennt er sofort zu ihm. Rick sorgt dafür, dass auch Kieren die Kneipe betreten kann. Wenig später werden zwei Zombies im Wald entdeckt. Die HVF will sich aufmachen, um diese zu töten. Bill verlangt von Rick, mitzugehen. Rick nimmt Kieren mit. Als die HVF die Zombies sieht, soll Rick diese erschießen. Kieren stoppt Rick jedoch, indem er ihm erklärt, dass diese so wie sie selbst seien. Den anderen von der HVF erklärt er, dass sie viel Geld bekommen würden, wenn sie die Zombies lebend abliefern. Das ist für die meisten ein Grund, die Zombies leben zu lassen und das Geld einzukassieren. Bill ist jedoch wütend, dass sein Sohn den Zombie nicht erschossen hat. |           |                 |               |                                         |                                       |                |                  |
| 3 | 3         | —               | Episode 3     | 31. März 2013                           | —                                     | Jonny Campbell | Dominic Mitchell |
| Ein Mitglied der HVF wurde von einem Zombie gebissen. Er verwandelt sich zwar dadurch nicht in einem Zombie, wird aber von der Bevölkerung so behandelt, als würde das geschehen. Am eigenen Leib erlebt er die Diskriminierung, unter die auch die Untoten zu leiden haben. Er wird angespuckt, eingesperrt, beschimpft usw. Jem hat derweil Schuldgefühle, weil sie ihren Bruder nicht töten konnte, als dieser nach seiner Auferstehung als Zombie ihre Freundin Lisa im Supermarkt angriff und ermordete. Gemeinsam beschließen Jem und Kieren, zu den Eltern von Lisa zu gehen und diesen die Wahrheit über Lisas Tod zu berichten. Die Eltern von Lisa nehmen die Wahrheit erstaunlich gut auf, glauben aber immer noch, dass Lisa zurückkehre. Kieren und Jem wollen ihnen die Hoffnung nicht nehmen und erklären den Eltern, das sei durchaus möglich. Derweil muss jeder Haushalt, in dem ein Untoter lebt, das Haus als „PDS-Haus“ kennzeichnen. Auf die Haus- oder Garagenwand wird die Abkürzung PDS geschrieben. Derweil fängt das HVF-Mitglied Philip eine Affäre mit der Untoten Amy an. Bill will unterdessen Rick zwingen, Kieren zu töten. Rick ruft bei Kieren an und spricht auf dessen Anrufbeantworter, dass Kieren in Gefahr ist und weglaufen soll, sobald er Rick und Bill sieht. Kieren erhält diese Nachricht jedoch nicht. Bill erkennt derweil, dass Rick Kieren niemals erschießen wird. Er bringt Rick um, räumt Ricks Sachen aus dem Haus und tut so, als wäre dieser nie zurückgekehrt. Seiner Frau erklärt er, er habe Rick zuletzt vor fünf Jahren gesehen. Derweil entdeckt Kieren den Körper des nun endgültig toten Ricks vor seiner Haustür. Verzweifelt rennt er zu Bill. Erst als seine Frau ihn in ihrer Verzweiflung mit einem Messer angreift, erkennt Bill, dass er seinen eigenen Sohn getötet hat. Verzweifelt rennt er nach draußen, wo er vom Ehemann von Kierens Nachbarin, die er selbst getötet hat, erschossen wird. Danach geht Kieren zu der Höhle, wo sich Rick und Kieren immer getroffen hatten und wo Kieren Selbstmord beging. Seine Mutter bringt ihn nach Hause zurück. Erst jetzt erkennt Kieren, dass er seinen Eltern eine große Sorge bereitet hat, als er ohne ein Wort verschwunden ist. Die Situation war der Situation nach seinem Selbstmord sehr ähnlich. |           |                 |               |                                         |                                       |                |                  |

### Staffel 2
| Nr. (ges.) | Nr. (St.) | Deutscher Titel | Originaltitel | Erstausstrahlung Vereinigtes Königreich | Deutschsprachige Erstausstrahlung (D) | Regie           | Drehbuch                  |
| --- | --------- | --------------- | ------------- | --------------------------------------- | ------------------------------------- | --------------- | ------------------------- |
| 4 | 1         | —               | Episode 1     | 4. Mai 2014                             | —                                     | Jim O’Hanlon    | Dominic Mitchell          |
| Inzwischen sind 18 Monate vergangen, seitdem die ersten Untoten nach Hause zurückkehrten. Unter den Untoten haben sich einige radikale Gruppen gebildet, die eine Droge namens Blue Oblivion (Blaues Vergessen) nehmen, die sie die Wirkung des Gegenmittels aufhebt, so dass sie wieder zu menschenfressenden Zombies werden. Eine Gruppe Untoter nimmt diese Droge in der U-Bahn und tötet die anwesenden Menschen, darunter auch Kierens ehemaligen Nachbarn und dessen Sohn. Derweil kommt mit Maxine Martin eine neue Abgeordnete für den Wahlkreis ins Dorf. Sie teilt die Ansichten der radikalen HVF-Mitglieder. Kieren lernt unterdessen Amys Freund Simon kennen. Jem leidet noch immer unter den traumatischen Erinnerungen an Kierens Mord an ihrer besten Freundin Lisa. Außerdem besucht sie wieder die Schule, wo sie eine Außenseiterin ist. |           |                 |               |                                         |                                       |                 |                           |
| 5 | 2         | —               | Episode 2     | 11. Mai 2014                            | —                                     | Jim O’Hanlon    | Dominic Mitchell          |
| Kieren möchte aus dem Dorf weg und ein neues Leben in Paris anfangen. Die Flugtickets hat er bereits gekauft. Er verabschiedet sich von seiner Schwester und seinen Eltern. Als er jedoch den Bahnhof betritt, wird er von dem Ticketverkäufer aufgehalten. An Untote sollen keine Tickets mehr verkauft werden. Um wieder reisen zu können, sollen diese nun kostenlos im Gemeinwesen arbeiten. Sie müssen während der Erledigung der Aufgaben Westen tragen, die sie als PDS ausweisen. Nach sechs Monaten sollen sie bei guter Arbeit eine Reiseerlaubnis erhalten, die meisten Untoten halten dies jedoch für ein leeres Versprechen. Als Jems Mitschüler hören, dass sie bei der HVF war, wird sie plötzlich zur beliebten Schülerin. Alle wollen hören, wie sie die Zombies getötet hat. Jedoch kommt es wenig später tatsächlich zum Vorfall mit einem Untoten, der Blue Oblivion nimmt und zum Zombie wird. Jem wird allein mit einer Waffe auf den Flur geschickt, um den Zombie zu bekämpfen, und erstarrt vor Angst. Sie nässt sich ein, weint und bittet die anderen, sie wieder rein in den Klassenraum zu lassen, doch ihre Mitschüler halten die Tür weiter zu. Die Wirkung der Droge lässt schließlich nac,h und der Zombie verwandelt sich in einen ungefährlichen Untoten zurück. Abends wird Jem von dem HVF-Mitglied Gary getröstet. Er erklärt ihr, dass er ohne sie bereits tot wäre, und hilft Jem dabei, sich wieder besser zu fühlen. Nur wenig später erschießt sie ihren untoten Mitschüler Henry Lonsdale, da sie ihn für einen Zombie hält. |           |                 |               |                                         |                                       |                 |                           |
| 6 | 3         | —               | Episode 3     | 18. Mai 2014                            | —                                     | Damon Thomas    | John Jackson, Fintan Ryan |
| Jem möchte ihren Mord bei der Polizei melden. Gary erklärt ihr, dass er sich um alles kümmern werde und sie nichts sagen soll. Jem leidet jedoch so sehr an Schuldgefühlen, dass sie es nicht mehr aushält. Sie wendet sich an Maxine Martin. Diese hält Henrys Tod für nicht erwähnenswert, möchte aber trotzdem wissen, wo und wie dieser gestorben ist. Kieren und Simon kommen einander näher und küssen sich. Maxine erklärt derweil Henrys Eltern, Henry sei radikal geworden und zuletzt in einem Zombie-Radikalisierungscamp gesehen worden. Außerdem suchen sowohl eine Organisation der Untoten als auch Maxine nach demjenigen, der zuerst als Zombie auferstanden ist. Gary unterstützt Jem weiter und sorgt dafür, dass sie sich besser fühlt. Am Ende der Folge küssen sich auch Jem und Gary. |           |                 |               |                                         |                                       |                 |                           |
| 7 | 4         | —               | Episode 4     | 25. Mai 2014                            | —                                     | Damon Thomas    | Fintan Ryan               |
| Jem lädt ihren Freund Gary zum Abendessen nach Hause ein, wo bereits Kieren und Simon sitzen. Als Gary und Jem stolz von ihren Zombietötungen berichten und damit angeben, wird es Kieren zu viel. Er kann nicht verstehen, warum es seine Eltern okay finden, wenn Jem und Gary mit der Ermordung seinesgleichen angeben. Daher berichtet auch Kieren von seinen Morden als Zombie und erklärt, das sei dasselbe wie die Morde von Gary und Jem. Danach geht er mit Simon nach oben in sein Zimmer. Kierens Eltern sind geschockt von den Taten ihres Sohnes. Unterdessen wird ein Untoten-Bordell von einem wütenden Mob angegriffen. Philip stellt sich auf die Seite der Untoten und wird dabei von Amy beobachtet. Diese ist gerührt von seinem Verhalten. |           |                 |               |                                         |                                       |                 |                           |
| 8 | 5         | —               | Episode 5     | 1. Juni 2014                            | —                                     | Alice Troughton | Dominic Mitchell          |
| Zwei Untote haben eingesperrte Zombies aus ihren Käfigen entlassen. Da Kieren und Simon dort gearbeitet haben, werden sie verdächtigt, die Zombies freigelassen zu haben. Es kommt zu einer Anklage. Diese läuft jedoch nicht gerecht ab. Entweder Kieren unterschreibt ein Schuldeingeständnis und bekommt eine Strafe, oder er unterschreibt es nicht und wird ins Forschungslager zurückgeschickt. Kieren ist unschuldig, jedoch unterstützen ihn seine Eltern nicht. Sie halten ihn für gefährlich und wollen, dass er wieder ins Forschungszentrum geht, damit er wieder zu dem wird, der er einmal war. Philip und Amy kommen sich derweil näher. Allerdings hat Amy einige seltsame Symptome, so zittert ihre Hand unkontrolliert und sie blutet. Amy denkt, dass sie wieder zum Zombie wird, und bittet Philip, sie zu töten. Kurz danach bemerkt sie jedoch, dass sie den Regen auf ihrer Haut wieder spürt und wieder menschlicher wird. In Flashbacks wird Simons Geschichte gezeigt. Er hatte als Zombie seine Mutter getötet und kam dann ins Forschungszentrum, wo er an den Experimenten mitwirkte, um ein Heilmittel zu finden. Als er nach Hause kam, warf ihn sein Vater wenig später aus dem Haus. Er konnte nicht mehr mit seinem Sohn zusammenleben, der seine Frau getötet hatte. |           |                 |               |                                         |                                       |                 |                           |
| 9 | 6         | —               | Episode 6     | 8. Juni 2014                            | —                                     | Alice Troughton | Dominic Mitchell          |
| Sowohl die Organisation der Untoten als auch Maxine suchen noch immer nach dem ersten auferstandenen Zombie. Es gibt die Legende einer zweiten Auferstehung, die nur erfolgt, wenn der erste auferstandene Zombie genau um Mitternacht, beim zwölften Glockenschlag, getötet wird. Maxine glaubt, so ihren lange verstorbenen Bruder zurückzubekommen, während die Untoten hoffen, durch die zweite Auferstehung neue Mitstreiter zu finden, die sie unterstützen können. Sie glauben, dass die Menschen sie nach der zweiten Auferstehung nicht mehr unterdrücken und diskriminieren können. Simon willigt ein, den ersten Auferstandenen zu töten. Maxine will dasselbe tun. Amy wird derweil immer menschlicher und kann sogar wieder essen. Sie genießt ihre Zeit mit Philip. Gary flößt Kieren derweil zwangsweise die Droge ein, die ihn zum Zombie macht. Dann bringt er Kieren zum Friedhof, wo Kieren sich zu verwandeln beginnt. Er kann die Verwandlung jedoch willentlich stoppen, um niemandem mehr weh zu tun. Als auf Kieren geschossen wird, wirft sich der heraneilende Simon auf Kieren und rettet ihn somit. Kierens Vater ist Simon dankbar für dessen Rettung, außerdem tut es ihm leid, Kieren ablehnend behandelt zu haben. Auch Kierens Mutter tut ihr Verhalten leid. Maxine ist derweil am Grab ihres Bruders. Als Maxine Amy und Philip in der Nähe sieht, läuft sie auf Amy zu und sticht diese mit einem Messer nieder. Die von Maxine erhoffte Auferstehung ihres Bruders erfolgt jedoch nicht. Wenig später kehrt Maxine zum Dorf zurück und erklärt, dass die Bevölkerung ihr helfen sollte, alle Untoten zu vernichten, damit es zu einer zweiten Auferstehung kommt. Amy scheint nicht die erste gewesen zu sein, die auferstanden ist, dass müsse jemand anderes sein. Die Bürger sind entsetzt und wenden sich von Maxine ab. Jem bricht unterdessen ihre Beziehung zu Gary ab. |           |                 |               |                                         |                                       |                 |                           |

## Auszeichnungen und Nominierungen
Royal Television Society, UK
- 2013: Best Lighting, Photography & Camera – Photography, Drama (Tony Slater Ling)
- 2014: Nominierung in der Kategorie Best Drama Serial (Hilary Martin, Ann Harrison-Baxter, Dominic Mitchell, Jonny Campbell)

Broadcast Awards, UK
- 2014: Best Scripted Programme (Dominic Mitchell)
- 2014: Nominierung in der Kategorie Best Drama Series or Serial

Bafta TV Craft
- 2014: Writer – Drama (Dominic Mitchell)

BAFTA Awards
- 2014: Best Mini-Series (Ann Harrison-Baxter, Dominic Mitchell, Jonny Campbell, Hilary Martin)
- 2014: Nominiert in der Kategorie Best Leading Actor (Luke Newberry)[13]

## Kritiken
„Die hervorragende Serie In the Flesh ist eine zeitgemäße Allegorie des Rassismus, der Intoleranz – und Zombies.“

„In the Flesh ist eine komplexe und zum Nachdenken anregende Allegorie.“

„In In the Flesh symbolisieren die Untoten nicht das Übel des Planeten, sondern die Intoleranz und Verzweiflung im Alltag. Es ist ein sensibles, bewegendes und raffiniert humorvolles Familiendrama – in Form einer Horrorgeschichte.“

„Das Drehbuch ist brillant, tief und wirkungsvoll. Das Schauspiel ist auf dem Punkt. Die Geschichten sind Perfektion. Wir wollen mehr!“

„In the Flesh ist erfrischend und kompromisslos anders als alles was im Fernsehen läuft.“